# 冯参
冯参（前1世纪—前6年），字叔平，上党郡潞县（今山西省长治市）人，后迁居杜陵（今陕西西安东南）。西汉官员。冯奉世之子。他的姐姐为汉元帝的昭仪冯媛，哥哥冯野王、冯逡。
冯参通《尚书》。年轻时黄门郎给事中，宿卫十余年。冯参为人矜持，经常修美容仪，外表严肃。汉元帝时以冯参为中山王刘兴之舅，出补渭陵食官令。汉成帝时，任上河农都尉，为代郡、安定郡太守，再为谏大夫领护左冯翊都水。绥和元年（前8年），封宜乡侯。之后贬为关内侯。中山孝王死后，他以列侯居京师，奉朝请。汉哀帝即位，帝祖母傅太后专权，以宿怨杀害中山太后冯媛，他是太后的弟弟被株连，诬陷为祝诅之罪，自杀。